# 鼻毛真拳
《鼻毛真拳》是澤井啟夫創作的日本漫畫作品。2000年時以短篇形式刊載在《赤丸Jump》，之後連載於《週刊少年Jump》自2001年12號（2001年2月20日）連載至2005年50號（2005年11月14日），第二部改名為「真說・鼻毛真拳」，於《週刊少年Jump》2006年3號（2005年12月19日）至2007年31號（2007年7月2日），單行本全28卷。累計銷售量已達700萬冊。
本作另有改編成動畫、遊戲、卡片遊戲等作品。

## 劇情簡介
西元300X年，世界已經被圓頂帝國統治。圓頂帝國的帝王組織了拔毛隊，對世界各地的人進行毛髮狩獵。為了捍衛人類毛髮的自由與和平，使用鼻毛真拳的高手阿母與他們展開了戰鬥。
本作品的特徵在於毫無邏輯的故事與荒謬無理的戰鬥，甚至偶爾會出現為了滿足當下劇情而違背先前設定的狀況。戰鬥的招式異想天開、完全不能用一般常識理解，而且同伴加入主角方的理由相當隨性，完全沒有沉重的劇情，而是全以搞笑為優先。舞台設定為近未來，但並不強調高科技，反而是充斥著各種稀奇古怪的生物。
本作品也與許多其它的作品進行合作，包括《遊戲王》、《死亡筆記本》、《烏龍派出所》等；並戲仿同雜誌的其他作品如《七龍珠》、《北斗神拳》、《魁！！男塾》、《JoJo的奇妙冒險》等。

## 登場人物

### 主要角色
阿母配音：子安武人／木內玲子（少年時）（日本）；魏伯勤／雷碧文（少年時）（台灣）
頂著金色爆炸頭的壯碩男性，27歲。鼻毛真拳的高手，第七代鼻毛真拳傳承者，也會使用腋毛真拳、面紙真拳等，並且能夠跟其他主要人物進行「聖鼻毛融合」。此外還能使用其它漫畫角色的招式，例如龜派氣功、八卦六十四掌等。故事後期表示自己為過去五兄弟家族中的老么，同時其中一位哥哥阿貝（ベベベーベ・ベーベベ）目前已經是裡·圓頂帝國皇帝的隨從之一。
小美配音：野中藍（日本）；雷碧文（台灣）
14歲，粉紅短髮的少女，女主角。背景神秘，因為某種理由和主角同行，是本作品重要的吐槽役。是主要角色中唯一一位非戰鬥員，非常討厭黃色笑話，作中也較少描繪其吐血的畫面。
原本的設計為男性，但責任編輯希望改為女性，雖然作者並不擅長畫女性角色，但作者認為「如果不修改的話可能無法連載」於是便「答應」了。為2011年作者新作《ふわり！どんぱっち》漫畫的女主角，人物設定為國中一年級生。
首領八奇配音：小野坂昌也（日本）；林谷珍（台灣）
橘色太陽外型的神祕生物，以前與破天荒為號稱有幾千名手下的臭屁組雙人首領，成員皆為與首領外貌相似的「小八奇」。有時會自稱主角或女主角。極度自我中心、擅長忌妒。故事後期獲得變身「狂怒八奇」的能力。
為2011年作者新作《ふわり！どんぱっち》漫畫的男主角，人物設定為家裡蹲。
白爛王配音：進藤尚美（日本）；雷碧文（台灣）
16歲，白色刺蝟頭少年，使用毒氣真拳。出身地為原毛之王國中的〈放屁城市〉，在被圓頂四天王之一的軍艦入侵並摧毀時倖存下來。弱點是脖子上的頸圈一旦被拿下來精神會倒退回嬰兒狀態，似乎對小美有好感。
陽頂天配音：園部啟一（日本）；李香生（台灣）
原圓頂帝國A區隊長。一塊藍色洋菜凍，但其中5%是果凍，常帶著一條「怪」字手帕。使用滑溜真拳。原本是僅登場一次的角色，但因為人氣非常高而成為主角群之一。有投靠敵人的壞習慣，但計畫總是因各種意外被破解。
濱綺淋配音：綠川光（日本）；吳文民（台灣）
大便頭的神秘男性，原作是咖啡色、動畫改成粉紅色。25歲。霜淇淋店店長，真實身分是小美的哥哥。使用巴比倫真拳，在與J一戰之後獲得了J的黑太陽之力，進化為黑太陽巴比倫真拳。
破天荒配音：岸尾大輔（日本）；吳文民（台灣）
24歲，阿母在毛之國王的老友。極端崇拜首領八奇，常配合他搞怪。使用鑰匙真拳，因為作者表示他是故事中的關鍵人物。
田樂配音：金田朋子（日本）
白色人型的神祕生物。為前圓頂帝國Z區隊長，雖然外表可愛但生氣時會很恐怖。
魚雷女郎配音：西川宏美（日本）
魚雷外型生物。由四天王之一的OVER累積了充足的六個憤怒能量之後所轉變成的真實型態。為故事幾年前已經被滅絕的「不喜歡對方亂開玩笑與惡搞的笨蛋殺手」中唯一活下來的倖存者。最後被阿母的「阿母世界」給封印飛行能力下給打敗。之後經常隨著OVER的出現而被變身。
鼻毛王配音：竹本英史（日本）
封印於阿母的鼻子裡面的鼻毛之神，擅長使用鞭毛真拳。外表顯眼且性格經常表現出豪邁的樣子，說話也很輕浮，習慣以「N（ん）――――」為口頭禪。在大戰結束的300年後從長眠中甦醒，幫助遇到困難的小美，可是稍後在阿母說了「這是什麼鼻毛？真礙事！」之後直接被拔除了。

### 阿母的親屬
阿強配音：佐藤正治（日本）
阿母的父親，生日是12月20日，血型O型，以舊毛之王國年齡換算約為16歲。外表為毛根的圓潤形狀中間嵌入一張臉的型態，原本當毛之王國滅亡之際將毛王之證明「毛ンペラー」交付給阿母後死去，後來不明原因還活著，而取得毛王之證明的方式目前未知。
阿巴
阿母的哥哥之一，五兄弟中的長男。想要重建滅亡的毛之王國的人物之一，但實際上20年前為幫助阿母操作逃生艙而被流放至宇宙，所以全故事中未登場。
阿畢
阿母的哥哥之一，五兄弟中的次男。與大哥相同為想要重建滅亡的毛之王國的人物之一。為傳說中能使出位於「五大毛之真拳」頂點的頭髮真拳的持有者，性格兇惡且無情，對於弟弟阿貝以及阿母毫不手下留情，但對兩名女兒相當溺愛。
阿布
阿母的姊姊，五兄弟當中唯一的長女，29歲。擅長使用「腋毛真拳」的持有者，武器為雙節棍。長相與田樂饅極為相似，不同之處在於鳳眼以及開胸的服裝（動畫版改為田樂饅的布偶裝），由於其長相的關係因此被害怕遭奪取戲份的田樂饅極度討厭並做出批判。雖然身為阿母的姊姊但有時不會思考太多，特別是在行動與說出口之前確定要做甚麼之時。
阿貝配音：不明（日本）
阿母的哥哥之一，五兄弟中的三男，28歲。擅長使用「胸毛真拳」的持有者，由於平常頭髮長到遮住整個臉的關係所以長相未明，但實際上有著如同少女漫畫的可愛長相與閃亮的雙眼。當毛之王國滅亡之際曾被海德雷德給洗腦，之後不明原因從貓咪變回人類的理智狀態下，藉由阿母製作的寶特瓶火箭逃出王國後流浪他鄉並長大成人。接著再次遇到海德雷德之後成為裡·圓頂帝國皇帝的隨從，當自己被弟弟阿母打敗、從洗腦中解放後失去戰意，其後前往某地方不見蹤影。
動畫中雖然有登場，但未列出名稱且聲優不明。

### 反派角色
滑溜滑溜四世配音：松野太紀（日本）
圓頂帝國的現任國王，最初登場時為剛新婚後不久（妻子是真子）。戰鬥實力不明（不過有曾經說出「自己已經預先儲存了大量的宇宙能量」的宣言），為本作最大反派角色。
真子
滑溜滑溜四世的愛妻。
奧客多帕斯卡耳配音：岸尾大輔（日本）
滑溜滑溜四世的侍衛。外型為德國香腸。曾經被三世用封箱膠帶給封印了一陣子。
海德雷特配音：千葉繁（日本）
裡·圓頂帝國的暗黑皇帝。擅長使用腳下真拳，真身為滑溜滑溜四世的胞弟，初登場時30歲。出生當時與哥哥四世被區分為帝王與僕人的待遇下兩人分別撫養，為了要讓哥哥認同他，而從7歲開始在地雷丹迪修行並忍辱負重八年下習得腳下真拳，同時在故事20年前原來的毛之王國滅亡之際將阿貝給洗腦。但在故事10年前被四世以「皇帝不需要腳很臭的弟弟」為由流放至暗黑世界。其後在暗黑世界中發展裡·圓頂帝國，並在裡‧圓頂帝國四天王幫助下從中解放並自號「滑溜滑溜五世」和成為第五代皇帝，但被鼻毛三大極意之一的「毛深一天」下給敗退下來。
方形蒸餅配音：三浦祥朗（日本）
前A區隊長，生日為11月1日。為不依賴真拳之力，以自己創造的蒸餅拳流派戰鬥的武術家，第一人稱為「老朽」且說話時帶些古典氣息。自稱是食物鏈最頂端的「食王」，曾誇耀自己的臉如同鋼鐵般堅硬的沒人敢吃他，擅長的絕招為從手中釋放出四角形衝擊波的「ハンペン承」。故事中知道自己只剩下他與另外兩位部下而其餘的隊長全滅之後，就與阿母一行人在關東煮死亡擂台上對決，曾以高不可攀的防禦力和壓倒性的「ハンペン承」力量壓制阿母，但最終敗在阿母的「ピースフル・レジェンド」招式下。
動畫版的台詞比較多且經常提到節能有關的對話。
萊斯配音：優希比呂（日本）
被圓頂帝國最恐怖的基地「臭屁基地」請來的殺手，但被阿母打敗後成為朋友。擅長使用米飯真拳。世界三大變態之一。
軍艦配音：大友龍三郎／吉田小南美（小時候）（日本）
以巨大的飛機頭為特色的男人，圓頂帝國四天王之一。後期用了「邪惡力量」把鼻毛真拳加以改造後變成「我流鼻毛真拳」的持有者。小時候曾經與阿母一起學習鼻毛真拳，但因為實力超越阿母卻以「不是毛之王國的人」為由被拒絕成為繼承人，所以非常痛恨該王國。過去曾經摧毀過白爛王的家鄉〈放屁城市〉，偶而會試圖追捕身為該城市被摧毀時倖存下來的白爛王。
OVER配音：杉田智和（日本）
圓頂帝國四天王之一，號稱四天王中最凶惡的男人。25歲。特徵是白色長髮和紅眼睛，持有武器是由傳說中的金屬「オリハルコン」製造的大剪刀，為使用剪刀直接攻擊對方的「極惡斬血真拳」持有人。剛開始登場時殘忍的以「顏面盡失」為理由懲罰了被阿母打敗的軍艦和普魯普，一旦使他的憤怒能量完全充足時就會改變外型顯現出第二型態，真身為魚雷女。
普魯普配音：高戶靖廣（日本）
圓頂帝國四天王之一，登場時經常搭乘不同的交通工具。個性凶暴殘忍，擁有比軍艦還要高的戰鬥能力，口頭禪是「死刑（動畫版改成"消失吧"）」，在模仿麥克·傑克森時動作很微妙。在行穴村意外跟阿母對峙、然後在跟彈珠汽水、禁止吸菸兩名手下聯手突擊時被首領八奇隱藏的實力給瞬間秒殺。任務失敗之後被OVER給懲罰，拔光身上所有的毛。
哈雷克拉尼配音：三木眞一郎（日本）
圓頂帝國四天王之一，自稱是四天王中最強的男人。特徵綠髮藍眼，使用可操縱金錢的豪華真拳，有者穩重且冷靜的性格。哈雷路亞遊樂園的負責人，為只要遊客身上沒有金錢就會把對方變成金錢的金錢死者。喜歡的國家是夏威夷和吃高級牛排，持有的所有資產無限，在當上四天王之前正職是銀行職員。小時候因為貧窮還有當時本人對於金錢異常的執著下創造出自創的豪華真拳，在放出阿母使其戰鬥的過程中因為自己理解了世上有比金錢更重要的東西然後於阿母的鼻毛真拳超絕奥義「ワンダフル鼻毛7DAYS」招式之下敗北。
基加配音：關智一（日本）
機械都市的帝王，特徵是紫色的長髮。同時也是圓頂帝國的最高幹部（但是跟滑溜滑溜四世互相討厭）。生日是6M9H、血型是HD型（跟硬碟互為雙關語）。使用能轉化物體結構塑形的物質真拳。喜歡的東西是粘土與石膏、電影的部分喜歡看【Bleed Runner】，也喜歡破壞的藝術。由於自己高傲的性格所致認為除了自己之外其他的人都是愚民，後來被已經解除鼻毛真拳封印的阿母給解放的三大鼻毛意志之一「熱炎漢浪漫」的招式下敗北。

#### 電腦六騎士
巴納配音：土田大（日本）
執行公開剃毛處刑的六位行刑者「電腦六騎士」其中一人。使用刺球做為武器，管理球獄處刑場（動畫版為「空中剃毛體育場」）的行刑人。有著白色長髮且瞇瞇眼（動畫版改為常睜著眼）等特徵的男性，經常倒立行走，以頭上的車輪「逆速電輪」來高速移動。
索尼克配音：川田紳司（日本）
六位行刑者「電腦六騎士」其中一人。管理彈跳處刑場（動畫版為「彈跳剃毛體育場」）的行刑人。自稱是「防禦要員」。貼身的兩名手下「絕望男」與「超級兔子」非常不受控。
詩人配音：下野紘（日本）
六位行刑者「電腦六騎士」的首領。管理書獄處刑場（動畫版為「書獄剃毛體育場」）的行刑人。年齡為六人當中最年輕的，可以引出文字裡面的力量，為八卦真拳的持有人。
汽車超人配音：小嶋一成（日本）
六位行刑者「電腦六騎士」其中一人。特徵是如同中古車的臉龐。管理六個處刑場中最恐怖、充滿交通社會黑暗面且殘酷的「地獄駕訓班」的行刑人。喜歡寫俳句，即使戰鬥中也會寫一兩句，作者說他是六人當中實力最弱的。
J配音：小杉十郎太（日本）
六位行刑者「電腦六騎士」其中一人。實力是六人當中最強的，特徵為從鬍子產生出來的珠蔥與很像大蒜的頭，戴墨鏡與白西裝的紳士。擅長使出黑太陽真拳。
王龍牙配音：高塚正也（日本）
六位行刑者「電腦六騎士」其中一人。牢獄真拳的持有人。主要負責捕捉真拳持有者，在哈雷路亞遊樂園摧毀後為捕捉真拳持有者，當場捉住白爛王。後遭因睡著而被抓的破天荒打敗。

#### 裡‧圓頂帝國四天王
哈倫歐尼配音：阪口大助（日本）
裡‧圓頂帝國四天王成員之一，刀劍暗拳的持有者。外表為擁有一條惡魔尾巴的少年，擁有把同伴當道具來用的冷酷性格。最後被憤怒型態的首領八奇以「おやびんラッシュ」招式擊倒，在自身變成了小八奇（當他體力耗盡倒下時曾許願說「如果人生能重來，我想跟隨那個人（首領八奇）」）後加入臭屁組。第二型態是高大俊美的騎士外型。
三袋兄弟配音：平井啟二、中友子、西村知道（日本）
裡‧圓頂帝國四天王成員之一，以三個袋子組合成一體的形體，但在與阿母正式開打前年紀最長的老爹袋就被對方殺死。後被田樂鰻與阿母合體的「田母」擊敗。第二型態是畫風潦草的惡鬼。
克里姆森配音：三宅健太（日本）
裡‧圓頂帝國四天王成員之一，眼眼眼暗拳的持有者。可使出能將對方吸入電影世界的奧義「シネマティックアワー」的招式，曾讓阿母陷入苦戰。後被陽頂天、錢與阿母合體的「金天母」拖入異次元賭場。唯一沒有展現出第二型態的裡四天王成員。
LOVE配音：大本真基子（日本）
裡‧圓頂帝國四天王成員之一，色氣暗拳的持有者。平常穿著普通的衣服，但進入戰鬥模式時會變成全身只有包繃帶。第二型態是一隻鳥形巨獸。最後被魚雷女擊倒。

## 用語
真拳 ()
真拳指的是象徵該人物的某種特殊能力，基本上、一個人物只會有一種真拳。
毛髮狩獵 (毛狩り)
為了炫耀自己的權力，由圓頂帝國國王滑溜滑溜四世所下令、拔除他人新鮮毛髮的行動。
澀谷區大型百貨公司YOKOSEYO（日语：渋谷区大型デパートヨコセヨ）
本作中登場的大型百貨公司，一般都稱為「YOKOSEYO百貨」。於本作中做為〈新·毛之王國〉坊間流傳的「聖鼻毛領域」真實存在的地方，同時動畫版也有專屬背景音樂。
真拳狩獵（真拳狩り）
主要是進行在特定的場所給強行擄走真拳的持有者行動，機加與四世的父親滑溜滑溜三世等都有親自執行過該行動。
毛球
只有過去原毛之王國被摧毀後活下來的倖存者所持有，存在於體內的一種毛狀球體。一旦球體被破壞持有者就會立刻死亡，但如果只是從體內被取出來該對象則不會立刻死亡，除了阿母的三哥阿畢（ビービビ）的情形例外（在當毛球被取出來時就已經死亡）。
不過漫畫第2部真說篇第72話時原本被取出來的毛球回歸體內，使閃光俠復活。
五大毛真拳（五大毛真拳（ごだいけしんけん））
司掌人類的五大毛皮（頭髮、胸毛、腋毛、腿毛、鼻毛）的真拳。
以頭髮的毛真拳作為頂點，有手毛真拳、腋毛真拳、腿毛真拳以及鼻毛真拳這五個。由於其登場回數的內容部分相當片斷，故實際上大哥阿巴所使用的真拳尚未確認是用胸毛還是手毛。
毛王證明·毛配拉（毛王の証・毛ンペラー（ケンペラー））
過去原毛之王國的國王，毛王所持有的帝王證明。在阿母之前無人知道誰有成為毛王，不明原因由父親阿強持有，在臨終時將其託付給阿母，因此三哥阿畢一直怎麼找也都找不到。
在阿強將其託付給阿母時外型為如同寶石的物件，在與三哥阿畢決鬥並拿出來時不知為何變成炸蝦，就那樣握在手中損毀。

## 出版書籍
鼻毛真拳
| 卷數 | 日文副標題 | 中文副標題                         | 集英社        | 集英社             | 青文出版社     | 青文出版社         |
| 卷數 | 日文副標題 | 中文副標題                         | 發售日期      | ISBN               | 發售日期       | ISBN               |
| ---- | ---------- | ---------------------------------- | ------------- | ------------------ | -------------- | ------------------ |
| 1    |            | 臭屁大對抗                         | 2001年7月9日  | ISBN 4-08-873138-7 | 2003年11月5日  | ISBN 957-509-626-6 |
| 2    |            | 快點叫那3個人住手呀！(by小美)      | 2001年9月9日  | ISBN 4-08-873161-1 | 2003年11月25日 | ISBN 957-509-634-7 |
| 3    |            | 阿母V.S.陽頂天                     | 2001年12月9日 | ISBN 4-08-873198-0 | 2003年12月25日 | ISBN 957-509-646-0 |
| 4    |            | 戰隊對戰隊！全民大亂鬥！           | 2002年3月9日  | ISBN 4-08-873234-0 | 2004年2月25日  | ISBN 957-509-709-2 |
| 5    |            | 耶！感謝大家讓鼻毛真拳連載一週年！ | 2002年5月6日  | ISBN 4-08-873258-8 | 2004年4月30日  | ISBN 957-509-757-2 |
| 6    |            | 田田田田田樂饅                     | 2002年8月7日  | ISBN 4-08-873325-8 | 2004年6月15日  | ISBN 957-509-806-4 |
| 7    |            | 上啊！笨瓜三人組！                 | 2002年11月6日 | ISBN 4-08-873339-8 | 2004年7月5日   | ISBN 957-509-847-1 |
| 8    |            | 真的嗎時間                         | 2003年3月9日  | ISBN 4-08-873393-2 | 2004年7月30日  | ISBN 957-509-878-1 |
| 9    |            | 3個笨蛋V.S.魚雷                    | 2003年6月9日  | ISBN 4-08-873437-8 | 2004年9月10日  | ISBN 957-509-905-3 |
| 10   |            | 一百兆個阿母                       | 2003年9月9日  | ISBN 4-08-873507-2 | 2004年10月15日 | ISBN 957-509-954-0 |
| 11   |            | 直傳內心之歌                       | 2003年12月9日 | ISBN 4-08-873536-6 | 2004年12月1日  | ISBN 957-509-987-7 |
| 12   |            | 與三人戰隊激戰開幕!!               | 2004年3月9日  | ISBN 4-08-873575-7 | 2004年12月10日 | ISBN 986-156-022-X |
| 13   |            | 八奇阿母的憂鬱                     | 2004年6月9日  | ISBN 4-08-873609-5 | 2004年12月20日 | ISBN 986-156-053-X |
| 14   |            | 阿母V.S.方形蒸餅                   | 2004年9月8日  | ISBN 4-08-873648-6 | 2005年4月30日  | ISBN 986-156-145-5 |
| 15   |            | 人類這種生物真是啦啦啦～           | 2004年12月8日 | ISBN 4-08-873681-8 | 2005年5月30日  | ISBN 986-156-176-5 |
| 16   |            | 令人戰慄的狂怒八奇                 | 2005年2月9日  | ISBN 4-08-873773-3 | 2005年8月10日  | ISBN 986-156-305-9 |
| 17   |            | 死亡診療室！那傢伙名叫白狂！       | 2005年5月7日  | ISBN 4-08-873804-7 | 2005年10月1日  | ISBN 986-156-346-6 |
| 18   |            | 鏡眼                               | 2005年8月9日  | ISBN 4-08-873842-X | 2006年3月13日  | ISBN 986-156-504-3 |
| 19   |            | 阿卜                               | 2005年11月9日 | ISBN 4-08-873873-X | 2006年6月14日  | ISBN 986-156-576-0 |
| 20   |            | 刺激對阿彈                         | 2006年2月8日  | ISBN 4-08-874016-5 | 2006年8月27日  | ISBN 986-156-600-7 |
| 21   |            | 臭屁傳說，直到永遠…!?              | 2006年5月7日  | ISBN 4-08-874101-3 | 2006年11月15日 | ISBN 986-156-627-6 |

真說·鼻毛真拳
| 卷數 | 副標題 | 集英社        | 集英社                 |
| 卷數 | 副標題 | 發售日期      | ISBN                   |
| ---- | ------ | ------------- | ---------------------- |
| 1    |        | 2006年7月9日  | ISBN 4-08-874129-3     |
| 2    |        | 2006年10月9日 | ISBN 4-08-874263-X     |
| 3    |        | 2007年1月9日  | ISBN 978-4-08-874303-5 |
| 4    |        | 2007年4月9日  | ISBN 978-4-08-874343-1 |
| 5    |        | 2007年7月9日  | ISBN 978-4-08-874385-1 |
| 6    |        | 2007年10月9日 | ISBN 978-4-08-874427-8 |
| 7    |        | 2008年1月9日  | ISBN 978-4-08-874467-4 |

相關書籍
- ボボボーボ・ボーボ本

2004年11月9日發售、ISBN 4-08-873726-1

## 電視動畫
自2003年11月8日起至2005年10月29日於朝日電視台播放，全76話，旁白為太田真一郎。台灣自2006年5月19日由台視主頻道引進並於晚間時段播放，但在播放不久後便遭到家長投訴並停播，當時僅播映至6月22日第26集為止。後來於2013年5月中旬自衛視電影台晚間時段再次重播。

### 製作人員
- 企劃 - 木村純一（第1話 - 第66話）→太田賢司（第67話 - 第76話）、森下孝三
- 原作 - 澤井啓夫
- 系列構成 - 浦澤義雄
- 音樂 - 亀山耕一郎
- 人物設計 - 大西陽一
- 總作畫監督 - 梨澤孝司
- 美術設計 - 中村光毅
- 色彩設計 - 豊永真一
- 編輯 - 後藤正浩
- 製作人
  - 太田賢司（第1話 - 第7話）
  - 吉川大祐（第1話 - 第7話・66話 - 第76話）→島袋憲一郎（第8話 - 第32話）→松田佐栄子（総集編 - 第65話）
  - 渡辺哲也（第1話 - 第32話）→吉村行夫（総集編 - 第76話）
  - 梅澤淳稔（第1話 - 第51話）→吉沢孝男（第52話 - 第76話）
- 副製作人 - 吉川大祐（第8話 - 第65話）
- 總導演 - 芝田浩樹
- 製作協力 - 東映、電通
- 製作 - 朝日電視台、東映動畫

### 主題曲
片頭曲
「WILD CHALLENGER」（第1 - 32話）
作詞 - 永田雅規、宮下昌也 / 作曲・編曲 - 宮下昌也 / 歌 - JINDOU
「バカサバイバー」（総集編 - 第76話）
作詞・作曲 - トータス松本 / 編曲・歌 - ウルフルズ（東芝EMI）
片尾曲
（第1 - 19話）
作詞・作曲 - はるよピ / 編曲・歌 - マニ★ラバ（青森唱片）※出道曲
「キライチューン」（第20 - 32話）
作詞・作曲・歌 - FREENOTE（TOY'S FACTORY）
「H.P.S.J.」（總集篇 - 第76話）
作詞 - hiroko and mitsuyuki miyake / 作曲・編曲 - mitsuyuki miyake / 歌 - mihimaru GT（Universal J）
插入曲
作詞 - 澤井啓夫、桑原永江 / 作曲・編曲 - 亀山耕一郎 / 歌 - 融合戰士（声：國府田麻理子）（古倫美亞音樂娛樂）

### 各話列表
| 集數        | 日文標題                                            | 中文標題                                                  | 腳本     | （分鏡） 演出         | 作画監督          | 美術       | 播放日期       |
| ----------- | --------------------------------------------------- | --------------------------------------------------------- | -------- | --------------------- | ----------------- | ---------- | -------------- |
| 1           |                                                     | 想要寫作「毛魂」；讀成「閃耀」…                           | 浦澤義雄 | 芝田浩樹              | 志田直俊          | 本多敬     | 2003年 11月8日 |
| 2           |                                                     | 想要寫作「毛淚」；說成「纖細」…                           | 江夏由結 | 門由利子              | 梨澤孝司          | 鹿野良行   | 11月15日       |
| 3           |                                                     | 26歲的鴨子內褲啊─！                                       | 吉村元希 | 山田徹                | 阿部正己          | 本多敬     | 11月22日       |
| 4           |                                                     | 啪啪啪－啪·啪－啪啪啪！偉大的鼻毛王大人？                 | 浦澤義雄 | 立仙裕俊              | 佐伯哲也          | 米田隆裕   | 11月29日       |
| 5           |                                                     | 壽司與兔女郎？必殺！茶泡飯光波!!                          | 笹野恵   | 古賀豪                | 直井正博          | 本多敬     | 12月6日        |
| 6           |                                                     | 非常可怕的究極奥義涼麵真拳！你·們·好·啊!!                 | 廣真希   | 中島豊                | 石川修            | 鹿野良行   | 12月20日       |
| 7           |                                                     | 第十次失誤的女王鳥公雞和謎之門衛濱綺淋                    | 浦澤義雄 | 芝田浩樹              | 阿部正己          | 本多敬     | 12月20日       |
| 8           |                                                     | 解放靈魂就是，小雞小雞小雞…小雞八奇！                     | 江夏由結 | 門由利子              | 梨澤孝司          | 本多敬     | 2004年 1月10日 |
| 9           |                                                     | 謎之少年的真身是放屁真拳！快吃下蘆筍！                    | 吉村元希 | 山田徹                | 進藤満尾          | 本多敬     | 1月17日        |
| 10          |                                                     | 守住吧！地球環境密碼是放屁饒舌音樂不~會臭!!               | 浦澤義雄 | 立仙裕俊              | 石川修            | 鹿野良行   | 1月24日        |
| 11          |                                                     | 背叛與慾望的"仙鶴報恩"的故事是您~好！                     | 笹野恵   | 織本まきこ            | 直井正博          | 本多敬     | 1月31日        |
| 12          |                                                     | 不斷搖搖晃晃的強敵出現！他名為陽頂天                      | 廣真希   | 中島豊                | 阿部正己          | 本多敬     | 2月7日         |
| 13          |                                                     | 頭條！遊樂園24小時暴怒河童的黑幕!!                        | 浦澤義雄 | 芝田浩樹              | 梨澤孝司          | 本多敬     | 2月7日         |
| 14          |                                                     | 在鬼屋舉辦結婚典禮爸爸媽媽與我都能幸福…                   | 江夏由結 | 古賀豪                | 佐伯哲也          | 本多敬     | 2月21日        |
| 15          |                                                     | 搖搖晃晃真拳奥義！陽頂天砲彈炸裂！但是沒有味~道           | 吉村元希 | 細田雅弘              | 進藤満尾          | 本多敬     | 2月28日        |
| 16          |                                                     | 再見了最強敵人陽頂天！晚上好全新的敵人田樂饅！            | 浦澤義雄 | 山田徹                | 石川修            | 米田隆裕   | 3月6日         |
| 17          |                                                     | 飛機頭VS黑人頭，永遠的宿敵純情派！                        | 笹野恵   | 廣嶋秀樹              | 直井正博          | 本多敬     | 3月13日        |
| 18          |                                                     | 潛入！軍艦的要塞間諜大作戰！                              | 廣真希   | 織本まきこ            | 阿部正己          | 鹿野良行   | 4月3日         |
| 19          |                                                     | 與宿命糾纏的鼻毛！這一題下次的考試會出！                  | 浦澤義雄 | 芝田浩樹              | 佐伯哲也          | 本多敬     | 4月3日         |
| 20          |                                                     | 全新世界旅行！在巴比倫內地發現阿母弱點！                  | 江夏由結 | 中島豊                | 石川修            | 飯島由樹子 | 5月1日         |
| 21          |                                                     | 再見了阿母!?最終鼻毛決戰！但是這不~是完結篇！             | 廣真希   | 古賀豪                | 梨澤孝司          | 本多敬     | 5月8日         |
| 22          |                                                     | 謎團重重的帥哥登場！將你的心給鎖住!!                      | 笹野恵   | 山田徹                | 阿部正己          | 鹿野良行   | 5月15日        |
| 23          |                                                     | 歡迎來到邪血館！回歸的鴨子內褲啊－！                      | 浦澤義雄 | 廣嶋秀樹              | 直井正博          | 本多敬     | 5月29日        |
| 24          |                                                     | 恐怖的Z區基地出場！海邊！猜謎！容許假面！                 | 江夏由結 | 立仙裕俊              | 佐伯哲也          | 飯島由樹子 | 6月5日         |
| 25          |                                                     | 誕生！新阿母與半片父親會加油的！                          | 廣真希   | 門由利子              | 梨澤孝司          | 本多敬     | 6月12日        |
| 26          |                                                     | 最強的敵人再來！田樂饅!!已經有多少位朋友了呢？            | 笹野恵   | 芝田浩樹              | 石川修            | 鹿野良行   | 6月19日        |
| 27          |                                                     | 驚悚！傳說中的扮相基地!!用寫著『怪』的手帕擦眼淚…         | 浦澤義雄 | 織本まきこ            | 阿部正己          | 本多敬     | 7月10日        |
| 28          |                                                     | 死鬥！鼻毛真拳VS米真拳!!愉快地打一架吧♪                   | 江夏由結 | 中島豊                | 直井正博          | 飯島由樹子 | 7月17日        |
| 29          |                                                     | 阿母&萊斯的30分鐘烹飪節目！太太，今晚的菜單如何？         | 笹野恵   | 古賀豪                | 佐伯哲也          | 本多敬     | 7月24日        |
| 30          |                                                     | 風雲忍者城！用藍色的嘴唇給豬屁股…這是什麼動畫啊!!         | 廣真希   | 細田雅弘              | 梨澤孝司          | 鹿野良行   | 8月7日         |
| 31          |                                                     | 必殺五忍眾VS阿母all stars!嬰兒小白也大爆走！噗噗♥         | 浦澤義雄 | 廣嶋秀樹              | 阿部正己          | 本多敬     | 9月4日         |
| 32          |                                                     | 去吧！阿母八奇之助！媽媽鈴鐺是!!!…真的啊!?                | 江夏由結 | 門由利子              | 直井正博          | 飯島由樹子 | 9月4日         |
| 總集篇      |                                                     | 久等了！全新開幕!!終於來了呢，八奇美的時代♥               | 笹野恵   | 芝田浩樹              | 阿部正己 山口光紀 | 本多敬     | 10月23日       |
| 33          |                                                     | OVER!就由我來打倒你！陽頂天如此說了〜!!!                  | 笹野恵   | 中島豊                | 梨澤孝司          | 吉田智子   | 10月30日       |
| 34          |                                                     | 不好意思讓各位久等了！終於登場！魚雷女!!                  | 廣真希   | 芝田浩樹              | 佐伯哲也          | 本多敬     | 11月6日        |
| 35          |                                                     | 魚雷女啊!!我來代替地球懲罰你♪                             | 浦澤義雄 | 細田雅弘              | 直井正博          | 鹿野良行   | 11月13日       |
| 36          |                                                     | 向哈雷路亞遊樂園前進吧！在這之前是地獄!?                  | 江夏由結 | 織本まきこ            | 阿部正己 山口光紀 | 吉田智子   | 11月20日       |
| 37          |                                                     | 哈雷路亞遊樂園大暴動！大家都變成小孩的城鎮♪               | 笹野恵   | 廣嶋秀樹              | 直井正博          | 本多敬     | 11月27日       |
| 38          |                                                     | 開始突擊模仿城堡！不過中途先抄近路！                      | 廣真希   | 門由利子              | 石川修            | 本多敬     | 12月4日        |
| 39          |                                                     | 決戰！獄殺3兄弟VS扮相三人組！團隊合作哪個最優先？         | 浦澤義雄 | 芝田浩樹              | 佐伯哲也          | 吉田智子   | 12月11日       |
| 40          |                                                     | 打倒哈雷克拉尼！比起這個先把錢撿起來♪                     | 江夏由結 | 中島豊                | 梨澤孝司          | 秋山健太郎 | 2005年 1月8日  |
| 41          |                                                     | 哈雷克拉尼的豪華對決！看啊，超級幻覺!!                    | 笹野恵   | （入好悟） 廣嶋秀樹   | 阿部正己 山口光紀 | 吉田智子   | 1月15日        |
| 42          |                                                     | 啟動有趣的雙六遊戲！大家一起來殺必死吧♪                   | 廣真希   | 織本まきこ            | 直井正博          | 本多敬     | 1月22日        |
| 43          |                                                     | 哈雷克拉尼的最終決戰終於分出勝負！…正如此想時全新的敵人!? | 浦澤義雄 | 門由利子              | 石川修            | 吉田智子   | 1月29日        |
| 44          |                                                     | 電腦6騎士登場！男性芭蕾舞者也很媚惑呢♥                    | 江夏由結 | 芝田浩樹              | 佐伯哲也          | 秋山健太郎 | 2月5日         |
| 45          |                                                     | 來自深淵最底層的招待!?空中決戰！彈跳戰鬥開始!!            | 廣真希   | 中島豊                | 梨澤孝司          | 清水まこと | 2月12日        |
| 46          |                                                     | 從黑暗來的正義使者!?魚雷女老師魚雷蓓來也!!                | 浦澤義雄 | （入好悟） 廣嶋秀樹   | 阿部正己 山口光紀 | 本多敬     | 2月19日        |
| 47          |                                                     | 只能賭一把的激烈戰鬥!!青蔥小姐要出現了♪                   | 江夏由結 | 織本まきこ            | 直井正博          | 清水まこと | 2月26日        |
| 48          |                                                     | 魔法☆少女田樂饅登場！戀愛的咒語是河馬大危機!?             | 笹野恵   | （芝田浩樹） 門由利子 | 佐伯哲也 梨澤孝司 | 秋山健太郎 | 3月5日         |
| 49          |                                                     | 超困難？智商戰鬥開始！基加啊，給我放馬過來－!!            | 廣真希   | （入好悟） 廣嶋秀樹   | 阿部正己 山口光紀 | 吉田智子   | 3月12日        |
| 50          |                                                     | 爆發的封印超基加出現！我們先在那邊補回籠覺♥               | 浦澤義雄 | 中島豊                | 直井正博          | 本多敬     | 3月19日        |
| 51          |                                                     | 藝術之力VS鼻毛魂！接招吧！扮相三人組的熱血鐵拳!!          | 江夏由結 | 織本まきこ            | 石川修            | 清水まこと | 3月26日        |
| 52          |                                                     | 歡迎回來小白♪全新的旅程已經開始了~！                      | 廣真希   | （入好悟） 門由利子   | 梨澤孝司          | 秋山健太郎 | 4月9日         |
| 52          | 全新的敵人終於來了！橋上的死亡擂台！                |                                                           | 廣真希   | （入好悟） 門由利子   | 梨澤孝司          | 秋山健太郎 | 4月9日         |
| 53          |                                                     | 大家力量增強！新服裝要582日圓？                           | 笹野恵   | 芝田浩樹              | 阿部正己          | 吉田智子   | 4月16日        |
| 53          |                                                     | 敵人是最邪惡祖先大人！提升力量本沒〜用處!!                | 笹野恵   | 芝田浩樹              | 山口光紀          | 吉田智子   | 4月16日        |
| 54          |                                                     | 去吧超級阿母！發揮愛的力〜量♪                             | 浦澤義雄 | 中島豊                | 直井正博          | 本多敬     | 4月23日        |
| 54          | 在花園內進行捉迷藏戰鬥！花香是死亡的香氣？          |                                                           | 浦澤義雄 | 中島豊                | 直井正博          | 本多敬     | 4月23日        |
| 55          |                                                     | 破天荒久等了♪分割同伴並製造對立!?                         | 江夏由結 | （入好悟） 廣嶋秀樹   | 佐伯哲也          | 清水まこと | 4月30日        |
| 55          | 前進吧暴走咖傑特！把敵人與同伴給打飛!!              |                                                           | 江夏由結 | （入好悟） 廣嶋秀樹   | 佐伯哲也          | 清水まこと | 4月30日        |
| 56          |                                                     | 以變換服裝來個科幻決戰！看啊！我方的新三人組!!            | 廣真希   | 織本まきこ            | 大西陽一          | 秋山健太郎 | 5月7日         |
| 56          | 無法預測的世界之旅！戀愛戀愛車廂現在出〜發!!        |                                                           | 廣真希   | 織本まきこ            | 大西陽一          | 秋山健太郎 | 5月7日         |
| 57          |                                                     | 地獄的滑水道！敵人是！海灘跳凌波舞的泳裝辣妹!?            | 笹野恵   | 門由利子              | 阿部正己          | 吉田智子   | 5月14日        |
| 57          |                                                     | 突擊愛愛魚雷老師！不能原〜諒開玩笑的傢伙!!                | 笹野恵   | 門由利子              | 山口光紀          | 吉田智子   | 5月14日        |
| 58          |                                                     | 冰上的機器戰鬥！規則不通用的大激戰！                      | 浦澤義雄 | 芝田浩樹              | 梨澤孝司          | 本多敬     | 5月21日        |
| 58          | 懲罰遊戲是結成冰塊一點也不會冷的baby!!              |                                                           | 浦澤義雄 | 芝田浩樹              | 梨澤孝司          | 本多敬     | 5月21日        |
| 59          |                                                     | 扮相合體八奇母！沒有任何玩笑的貼身戰鬥!?                  | 江夏由結 | 中島豊                | 石川修            | 清水まこと | 5月28日        |
| 59          | 激戰！戀愛三角關係!!在旋轉木馬的轉轉戰鬥!?          |                                                           | 江夏由結 | 中島豊                | 石川修            | 清水まこと | 5月28日        |
| 60          |                                                     | 命運三選一！好的陽世、壞的天堂、普通的地獄!?              | 廣真希   | （入好悟） 廣嶋秀樹   | 直井正博          | 秋山健太郎 | 6月4日         |
| 60          | 米的大少爺萊斯來也！敵人與同伴的大混戰！            |                                                           | 廣真希   | （入好悟） 廣嶋秀樹   | 直井正博          | 秋山健太郎 | 6月4日         |
| 61          |                                                     | 頂級殺必死全開!!你看？美麗但可惜的這模樣!?                | 笹野恵   | 織本まきこ            | 阿部正己          | 吉田智子   | 6月11日        |
| 61          |                                                     | 幻獸VS首領八奇!!既使無資料也努力踏吧五衛門!!              | 笹野恵   | 織本まきこ            | 山口光紀          | 吉田智子   | 6月11日        |
| 62          |                                                     | 這裡是死亡之國夢之國！睡〜吧、睡〜吧、雷〜姆雷姆♪         | 浦澤義雄 | 門由利子              | 大西陽一          | 本多敬     | 6月18日        |
| 62          | 決戰！雷姆滑溜世界!!大家一起來黏黏吧!!              |                                                           | 浦澤義雄 | 門由利子              | 大西陽一          | 本多敬     | 6月18日        |
| 63          |                                                     | 現在，被揭開的雷姆的過去！感動落淚的故事(^^;)             | 江夏由結 | 芝田浩樹              | 佐伯哲也          | 清水まこと | 6月25日        |
| 63          | 強敵蘭巴達VS黑太陽之力!能還擊4倍力量的小小反擊(^0^) |                                                           | 江夏由結 | 芝田浩樹              | 佐伯哲也          | 清水まこと | 6月25日        |
| 64          |                                                     | 用立體模型上吧上吧!!舞蹈與美容都能上手!?                  | 廣真希   | （入好悟） 廣嶋秀樹   | 梨澤孝司          | 秋山健太郎 | 7月2日         |
| 64          | 反擊的懷舊遊戲(^0^)V看見的與做到的很大差異!?        |                                                           | 廣真希   | （入好悟） 廣嶋秀樹   | 梨澤孝司          | 秋山健太郎 | 7月2日         |
| 65          |                                                     | 熱鬥的關東煮死亡擂台！阿母對半片!!                        | 笹野恵   | 中島豊                | 石川修            | 吉田智子   | 7月9日         |
| 65          | 衝擊！半片繼承之力!!半片的黎明將近了?!              |                                                           | 笹野恵   | 中島豊                | 石川修            | 吉田智子   | 7月9日         |
| 66          |                                                     | 飯菜準備好了(^0^)手製便當也謝謝惠顧〜♪                    | 浦澤義雄 | 細田雅弘              | 直井正博          | 本多敬     | 7月16日        |
| 66          | 吾等名為天阿母！非常討厭爭鬥(^o^)                   |                                                           | 浦澤義雄 | 細田雅弘              | 直井正博          | 本多敬     | 7月16日        |
| 67          |                                                     | 一踢開木屐就好〜強!冷酷無情的英雄☆出場!!                  | 江夏由結 | （植田秀仁） 廣嶋秀樹 | 阿部正己          | 清水まこと | 7月30日        |
| 67          | 被開啟的惡魔之門…！暗黑皇帝終於出動!!               |                                                           | 江夏由結 | （植田秀仁） 廣嶋秀樹 | 阿部正己          | 清水まこと | 7月30日        |
| 68          |                                                     | 發表！人氣投票!!第一名是誰？我嗎？                        | 廣真希   | （入好悟） 立仙裕俊   | 佐伯哲也          | 秋山健太郎 | 8月6日         |
| 68          | OVERVS3世VS阿母!最兇奥義的三胞胎決戰!!              |                                                           | 廣真希   | （入好悟） 立仙裕俊   | 佐伯哲也          | 秋山健太郎 | 8月6日         |
| 69          |                                                     | 威脅！真紅與青藍真拳!!對黑人頭黃金鄉!!                    | 笹野恵   | 門由利子              | 大西陽一          | 吉田智子   | 8月20日        |
| 69          | 阿母飲料大變身！外表看似弱男但卻是超～強!!          |                                                           | 笹野恵   | 門由利子              | 大西陽一          | 吉田智子   | 8月20日        |
| 70          |                                                     | 終於分出勝負!!擊潰滑溜滑溜三世!!                          | 浦澤義雄 | 芝田浩樹              | 梨澤孝司          | 本多敬     | 8月27日        |
| 70          | 開幕！新皇帝決定戰!!將阿母一行人給當頭棒喝!!        |                                                           | 浦澤義雄 | 芝田浩樹              | 梨澤孝司          | 本多敬     | 8月27日        |
| 71          |                                                     | 小美千鈞一髮!!只有我一人也能戰鬥!!                        | 江夏由結 | 中島豊                | 石川修            | 清水まこと | 9月17日        |
| 71          | 好吃嗎？那就輸了！目標是世界最棒拉麵!!              |                                                           | 江夏由結 | 中島豊                | 石川修            | 清水まこと | 9月17日        |
| 72          |                                                     | 開始！徽章爭奪戰!!金色的徽章是強者的證明！                | 廣真希   | 織本まきこ            | 直井正博          | 秋山健太郎 | 9月24日        |
| 72          | 開播囉！阿母電視台！出現了〜威脅性的收視率!!        |                                                           | 廣真希   | 織本まきこ            | 直井正博          | 秋山健太郎 | 9月24日        |
| 73          |                                                     | 爭奪徽章的皇家戰鬥!!懷念角色的夢想火柴!?                  | 笹野恵   | （入好悟） 廣嶋秀樹   | 阿部正己          | 吉田智子   | 10月1日        |
| 73          | 阿母森巴會!!夜叉與鬼婆婆的森巴舞者!?                |                                                           | 笹野恵   | （入好悟） 廣嶋秀樹   | 阿部正己          | 吉田智子   | 10月1日        |
| 74          |                                                     | 戰鬥場地是巨大化小白！嬰兒模式發動!!                      | 浦澤義雄 | 門由利子              | 大西陽一          | 本多敬     | 10月8日        |
| 74          |                                                     | 變身！憤怒的怒怒怒怒怒怒之八奇!!                          | 浦澤義雄 | 芝田浩樹              | 大西陽一          | 本多敬     | 10月8日        |
| 75          |                                                     | 進入最終決戰！恐怖的獻祭時鐘盤登場!!                      | 江夏由結 | 織本まきこ            | 梨澤孝司          | 清水まこと | 10月22日       |
| 75          | 憤怒的超級阿母！以熊先生做為反擊的巨大鼻毛登場!?    |                                                           | 江夏由結 | 織本まきこ            | 梨澤孝司          | 清水まこと | 10月22日       |
| 76 (完結篇) |                                                     | 超級田樂機器人出場!!愛與和平的倒數計時?!                  | 廣真希   | （入好悟） 廣嶋秀樹   | 直井正博          | 本多敬     | 10月29日       |
| 76 (完結篇) | 終於最終決戰!!鼻毛真拳永垂不朽!!                    |                                                           | 廣真希   | （入好悟） 廣嶋秀樹   | 直井正博          | 本多敬     | 10月29日       |

### 播映電視台
| 播放地域 | 電視台     | 播放期間               | 播放时间              | 集數 | 備註 |
| -------- | ---------- | ---------------------- | --------------------- | ---- | --- |
| 台灣     | 台視主頻   | 2006年5月19日～6月22日 | 星期一至五18:00-18:30 | 1-26 | 雙語發音 播出後部分片段被刪減、第一集後不再播主題曲、片尾曲僅在第18集播出一次、後因被觀眾投訴而終止在第26集 |
| 台灣     | 衛視電影台 | 2013年6月3日～待查     | 星期一至五19:00-20:00 | 1-26 | 連播兩集、此播映版本片尾曲僅餘後半30秒片長                                                                  |

### 影音商品
DVD由avex mode（現：avex pictures）2004年6月11日至7月14日發售（全26卷、1卷收錄3話）。
2018年為慶祝動畫化15週年，發行3枚裝的BD-BOX，於2018年4月25日發售。
| 卷數   | 發售日         | 收錄話                    |
| ------ | -------------- | ------------------------- |
| VOL.1  | 2004年6月11日  | 第1話 - 第3話             |
| VOL.2  | 2004年7月9日   | 第4話 - 第6話             |
| VOL.3  | 2004年8月6日   | 第7話 - 第9話             |
| VOL.4  | 2004年9月10日  | 第10話 - 第12話           |
| VOL.5  | 2004年10月10日 | 第13話 - 第15話           |
| VOL.6  | 2004年11月12日 | 第16話 - 第18話           |
| VOL.7  | 2004年12月10日 | 第19話 - 第21話           |
| VOL.8  | 2005年1月14日  | 第22話 - 第24話           |
| VOL.9  | 2005年2月11日  | 第25話 - 第27話           |
| VOL.10 | 2005年3月11日  | 第28話 - 第30話           |
| VOL.11 | 2005年4月8日   | 第31話 - 第32話           |
| VOL.12 | 2005年5月25日  | 総集編 - 第35話           |
| VOL.13 | 2005年6月22日  | 第36話 - 第38話           |
| VOL.14 | 2005年7月20日  | 第39話 - 第41話           |
| VOL.15 | 2005年8月24日  | 第42話 - 第44話           |
| VOL.16 | 2005年9月28日  | 第45話 - 第47話           |
| VOL.17 | 2005年10月26日 | 第48話 - 第50話           |
| VOL.18 | 2005年11月23日 | 第51話 - 第53話           |
| VOL.19 | 2005年12月21日 | 第54話 - 第56話           |
| VOL.20 | 2006年1月25日  | 第57話 - 第59話           |
| VOL.21 | 2006年2月22日  | 第60話 - 第62話           |
| VOL.22 | 2006年3月23日  | 第63話 - 第65話           |
| VOL.23 | 2006年4月26日  | 第66話 - 第68話           |
| VOL.24 | 2006年5月12日  | 第69話 - 第71話           |
| VOL.25 | 2006年6月9日   | 第72話 - 第74話           |
| VOL.26 | 2006年7月14日  | 第75話 - 第76話（最終回） |

## 外部連結
- 電視動畫官網（日語）
- 台視官網 （页面存档备份，存于）（中文）